# Nascar Winston Cup Series 1975
Nascar Winston Cup Series 1975 var den 27:e upplagan av den främsta divisionen av professionell stockcarracing i USA sanktionerad av National Association for Stock Car Auto Racing.
Säsongen bestod av 30 race och inleddes 19 januari på Riverside International Raceway i Kalifornien och avslutades 23 november på Ontario Motor Speedway. Serien vanns av Richard Petty i en Dodge körande för Petty Enterprises. Det var hans andra raka och sjätte mästerskapstitel totalt. Petty hade tidigare vunnit cup-serien 1964, 1967, 1971, 1972 och 1974. Dodge vann märkesmästerskapet.

## Tävlingskalender
| Nr | Officiellt namn           | Bana                                                        | Datum        |
| -- | ------------------------- | ----------------------------------------------------------- | ------------ |
| 1  | Winston Western 500       | Riverside International Raceway, Riverside, Kalifornien     | 19 januari   |
| KV | 125 Mile Qualifying Races | Daytona International Speedway, Daytona Beach, Florida      | 13 februari  |
| 2  | Daytona 500               | Daytona International Speedway, Daytona Beach, Florida      | 16 februari  |
| 3  | Richmond 500              | Richmond Fairgrounds Raceway, Richmond, Virginia            | 23 februari  |
| 4  | Carolina 500              | North Carolina Speedway, Rockingham, North Carolina         | 2 mars       |
| 5  | Southeastern 500          | Bristol International Speedway, Bristol, Tennessee          | 16 mars      |
| 6  | Atlanta 500               | Atlanta International Raceway, Hampton, Georgia             | 23 mars      |
| 7  | Gwyn Staley 400           | North Wilkesboro Speedway, North Wilkesboro, North Carolina | 6 april      |
| 8  | Rebel 500                 | Darlington Raceway, Darlington, South Carolina              | 13 april     |
| 9  | Virginia 500              | Martinsville Speedway, Martinsville, Virginia               | 27 april     |
| 10 | Winston 500               | Alabama International Motor Speedway, Talladega, Alabama    | 5 maj        |
| 11 | Music City USA 420        | Nashville Speedway, Nashville, Tennessee                    | 10-11 maj    |
| 12 | Mason-Dixon 500           | Dover Downs International Speedway, Dover, Delaware         | 18 maj       |
| 13 | World 600                 | Charlotte Motor Speedway, Concord, North Carolina           | 25 maj       |
| 14 | Tuborg 400                | Riverside International Raceway, Riverside, Kalifornien     | 8 juni       |
| 15 | Motor State 400           | Michigan International Speedway, Brooklyn, Michigan         | 15 juni      |
| 16 | Firecracker 400           | Daytona International Speedway, Daytona Beach, Florida      | 4 juli       |
| 17 | Nashville 420             | Nashville Speedway, Nashville, Tennessee                    | 20 juli      |
| 18 | Purolator 500             | Pocono Raceway, Long Pond, Pennsylvania                     | 20 juli      |
| 19 | Talladega 500             | Alabama International Motor Speedway, Talladega, Alabama    | 17 augusti   |
| 20 | Champion Spark Plug 400   | Michigan International Speedway, Brooklyn, Michigan         | 24 augusti   |
| 21 | Southern 500              | Darlington Raceway, Darlington, South Carolina              | 1 september  |
| 22 | Delaware 500              | Dover Downs International Speedway, Dover, Delaware         | 14 september |
| 23 | Wilkes 400                | North Wilkesboro Speedway, North Wilkesboro, North Carolina | 21 september |
| 24 | Old Dominion 500          | Martinsville Speedway, Martinsville, Virginia               | 28 september |
| 25 | National 500              | Charlotte Motor Speedway, Concord, North Carolina           | 5 oktober    |
| 26 | Capital City 500          | Richmond Fairgrounds Raceway, Richmond, Virginia            | 12 okrober   |
| 27 | American 500              | North Carolina Speedway, Rockingham, North Carolina         | 19 oktober   |
| 28 | Volunteer 500             | Bristol International Speedway, Bristol, Tennessee          | 2 november   |
| 29 | Dixie 500                 | Atlanta International Raceway, Hampton, Georgia             | 9 november   |
| 30 | Los Angeles Times 500     | Ontario Motor Speedway, Ontario, Kalifornien                | 23 november  |

## Resultat
| Nr | Tävling                    | Pole position   | Flest ledda varv | Vinnare         | Team/ bilägare              | Konstruktör | Rapport |
| -- | -------------------------- | --------------- | ---------------- | --------------- | --------------------------- | ----------- | ------- |
| 1  | Winston Western 500        | Bobby Allison   | Bobby Allison    | Bobby Allison   | Penske Racing South         | AMC         | Rapport |
| KV | 125 Mile Qualifying Race 1 | Donnie Allison  | Buddy Baker      | Bobby Allison   | Penske Racing South         | AMC         | Rapport |
| KV | 125 Mile Qualifying Race 2 | David Pearson   | Richard Petty    | David Pearson   | Wood Brothers Racing        | Mercury     | Rapport |
| 2  | Daytona 500                | Donnie Allison  | David Pearson    | Benny Parsons   | DeWitt Racing               | Chevrolet   | Rapport |
| 3  | Richmond 500               | Richard Petty   | Richard Petty    | Richard Petty   | Petty Enterprises           | Dodge       | Rapport |
| 4  | Carolina 500               | Buddy Baker     | Cale Yarborough  | Cale Yarborough | Junior Johnson & Associates | Chevrolet   | Rapport |
| 5  | Southeastern 500           | Buddy Baker     | Richard Petty    | Richard Petty   | Petty Enterprises           | Dodge       | Rapport |
| 6  | Atlanta 500                | Richard Petty   | Richard Petty    | Richard Petty   | Petty Enterprises           | Dodge       | Rapport |
| 7  | Gwyn Staley 400            | Darrell Waltrip | Richard Petty    | Richard Petty   | Petty Enterprises           | Dodge       | Rapport |
| 8  | Rebel 500                  | David Pearson   | David Pearson    | Bobby Allison   | Penske Racing South         | AMC         | Rapport |
| 9  | Virginia 500               | Benny Parsons   | Richard Petty    | Richard Petty   | Petty Enterprises           | Dodge       | Rapport |
| 10 | Winston 500                | Buddy Baker     | Buddy Baker      | Buddy Baker     | Bud Moore Engineering       | Ford        | Rapport |
| 11 | Music City USA 420         | Darrell Waltrip | Darrell Waltrip  | Darrell Waltrip | DarWal Inc.                 | Chevrolet   | Rapport |
| 12 | Mason-Dixon 500            | David Pearson   | David Pearson    | David Pearson   | Wood Brothers Racing        | Mercury     | Rapport |
| 13 | World 600                  | David Pearson   | Richard Petty    | Richard Petty   | Petty Enterprises           | Dodge       | Rapport |
| 14 | Tuborg 400                 | Bobby Allison   | Bobby Allison    | Richard Petty   | Petty Enterprises           | Dodge       | Rapport |
| 15 | Motor State 400            | Cale Yarborough | David Pearson    | David Pearson   | Wood Brothers Racing        | Mercury     | Rapport |
| 16 | Firecracker 400            | Donnie Allison  | Richard Petty    | Richard Petty   | Petty Enterprises           | Dodge       | Rapport |
| 17 | Nashville 420              | Benny Parsons   | Cale Yarborough  | Cale Yarborough | Junior Johnson & Associates | Chevrolet   | Rapport |
| 18 | Purolator 500              | Bobby Allison   | David Pearson    | David Pearson   | Wood Brothers Racing        | Mercury     | Rapport |
| 19 | Talladega 500              | Dave Marcis     | Buddy Baker      | Buddy Baker     | Bud Moore Engineering       | Ford        | Rapport |
| 20 | Champion Spark Plug 400    | David Pearson   | A.J. Foyt        | Richard Petty   | Petty Enterprises           | Dodge       | Rapport |
| 21 | Southern 500               | David Pearson   | Richard Petty    | Bobby Allison   | Penske Racing South         | AMC         | Rapport |
| 22 | Delaware 500               | Dave Marcis     | Richard Petty    | Richard Petty   | Petty Enterprises           | Dodge       | Rapport |
| 23 | Wilkes 400                 | Richard Petty   | Richard Petty    | Richard Petty   | Petty Enterprises           | Dodge       | Rapport |
| 24 | Old Dominion 500           | Cale Yarborough | Cale Yarborough  | Dave Marcis     | K&K Insurance Racing        | Dodge       | Rapport |
| 25 | National 500               | David Pearson   | Richard Petty    | Richard Petty   | Petty Enterprises           | Dodge       | Rapport |
| 26 | Capital City 500           | Benny Parsons   | Darrell Waltrip  | Darrell Waltrip | DiGard Motorsports          | Chevrolet   | Rapport |
| 27 | American 500               | Dave Marcis     | Cale Yarborough  | Cale Yarborough | Junior Johnson & Associates | Chevrolet   | Rapport |
| 28 | Volunteer 500              | Cale Yarborough | Richard Petty    | Richard Petty   | Petty Enterprises           | Dodge       | Rapport |
| 29 | Dixie 500                  | Dave Marcis     | Buddy Baker      | Buddy Baker     | Bud Moore Engineering       | Ford        | Rapport |
| 30 | Los Angeles Times 500      | David Pearson   | Buddy Baker      | Buddy Baker     | Bud Moore Engineering       | Ford        | Rapport |